# Pieve d'Isola
La pieve d'Isola fu per secoli una ripartizione della provincia di Como e della diocesi di Como basata sull'isola Comacina.

## La pieve

### Pieve religiosa
Già prima dell'885 la sede della pieve, che aveva giurisdizione anche sul territorio di Lezzeno, era localizzata sull'Isola Comacina, dove una comunità cristiana si trovava almeno dal VI secolo. Nel 1178 una decisione ratificata da papa Alessandro III ufficializzò lo spostatamento della sede plebana alla chiesa di Sant'Eufemia di Ossuccio,  di fatto già avvenuto tre anni prima, quando Federico Barbarossa aveva sancito il divieto di ricostruire edifici sull'isola, rasa al suolo nel 1169.

### Pieve civile
Sotto il profilo civile, la suddivisione amministrativa della pieve fu razionalizzata dall'imperatrice Maria Teresa che riconobbe 10 comuni, di cui quattro storicamente parte della pieve:
- Colonno
- Lezzeno
- Ossuccio
- Sala

e questi comuni staccati dalla Pieve di Val d'Intelvi:
- Argegno
- Casasco
- Cerano
- Dizzasco
- Pigra
- Schignano.